# 가쓰라가와역 (교토부)
가쓰라가와역(일본어: 桂川駅, かつらがわえき)은 일본 교토부 교토시 미나미구에 있는 역으로, 서일본 여객철도의 도카이도 본선 상에 있는 역이다.

## 개요
2008년 10월 18일에 개업했다. 당초, 2005년 겨울경에 개업할 것을 목표로 했지만, 역 주변의 도시개발 사업의 지연으로 지하를 이 역의 밑으로 지나는 도시계획도로 교토부도 201호선 (나카야마이나리 선)의 일부의 확장 공사로 인해 개업이 늦춰졌다. 또, 처음에는 JR 가쓰라 역을 가역명으로 했었지만, 역명은 '근방을 흐르는, 넓은 범위의 지역에 익숙한, 1급 하천 가쓰라가와'에 따라서 명명되었다. 또, 부역명으로는 역 소재지의 구제(일본어: 久世)가 명명되어 있다.
이 역의 남서에 있는 기린 빌딩의 교토 (가쓰라) 공장 철거지에 복합 상업시설이나 고층주택의 건설등의 도시 재개발 사업이 예정되어 있다. 또, 2005년 5월부터 공장 시설이 해체에 들어가 해당 부가 공터가 되고 있지만, 구획 정리 사업이 늦어지면서 도시 재개발 사업은 미착수이다.
이 역에는 쾌속과 보통을 합쳐 약 280개 열차가 정차하며, 1일 예상 승차인원은 약 4,200명으로 보고 있다. 또, 이 역이 개통하기 7개월 전에 개업한 시마모토역과 같이, 다카쓰키부터 교토까지 구간을 보통열차로 운전하는 쾌속은 정차하지만, 교토 ~ 니시아카시간을 쾌속운전하는 아침, 심야의쾌속은 통과한다.
이 역은 니시쿄 구와 경계 부근에 있어, JR 교토 선이 닿지 않는 니시쿄 구에서도 이용이 가능하다.
ICOCA, J스루카드의 이용이 가능하며, ICOCA의 상호 이용대상인 Suica, TOICA, PiTaPa (스룻토 간사이 협회)도 이용 가능하다.
JR의 특정 도, 구시내 제도에 따르는 '교토시내'의 역이며, 도카이도 본선의 '교토시내'의 역으로는 가장 서쪽이다.
하행 열차의 출발신호기에 해당하는 신호기는 무코마치 제 1 장내 신호기이지만, 히메지벳쇼역처럼 '하행이 신호장, 상행이 정류소'가 아니라 상하행 모두 '정류소'로 되어있다.
JR 서일본이 2007년 이래로 개통한 JR 교토 선, JR 고베 선역으로는 특이하게 독자적인 도착 멜로디가 도입되어 있지 않다.
금연실을 별도로 설치하여 종일 전면 금연을 실시하고 있다.

## 역 구조
역사는 지붕을 매끄러운 곡면으로 표시하여 지역의 발전을 표시하였으며, 곡면을 쓴 유리를 사용한 벽면이 있는 계단으로 가쓰라가와를 디자인하고 있다.
섬식의 1면 2선 (12량 대응) 플랫폼을 가지고 있는 교상역이며, 교토 시의 방침에 따라 동서 자유 통로 및 에스컬레이터, 엘리베이터, 다목적 화장실이 정비되었다. 총 공사비용은 약 19억 엔.
역의 서쪽 출구에 버스 터미널등이 있어 사실상 대표 출구가 되고 있다. 역사의 근처에는 원래부터 존재했던 고압 철탑이 서있다. 또, 동쪽의 출구로는 간사이 국제 공항행의 화물 열차도 통과하는 화물선이 존재했지만, 역의 통로부분만을 고가교로 개축하면서, 역앞의 도로로부터 역사는 화물선에 대부분 가려지게 되어, 화물선의 고가교에 역명을 게시하고 있다.

### 승강장
↑다카쓰키·오사카 방면

| １２ | 

교토·구사쓰 방면↓
| 1 | ●JR 교토 선 (하행) | 다카쓰키·오사카·산노미야 방면 |
| 2 | ●JR 교토 선 (상행) | 교토·구사쓰·마이바라 방면     |

## 역세권 정보
역 앞에는 역전광장과 동서측 양쪽에 주륜장이 정비되어 있다.
- 육상 자위대 가쓰라 주둔지
- 한큐 전철 교토 선 라쿠사이구치 역까지 약 600m

### 노선 버스
교토시 교통국
42호, 70호, 니시4호, 특 미나미1호
한큐 버스
4계통, 24계통
게이한 교토 교통
11A/12A호, 22호, 61/62호
야사카 버스
1호, 2/3호, 4호, 6호

## 역사
- 2006년 - 구세기타챠야 선의 함체 구축이 완성되어, 역사의 건설 공사를 시작.
- 2008년 6월 23일 - 정식 역명과 개업일이 결정.
  - 10월 18일 - 개통.

## 기타 사항
선불식 자기 카드 승차권 'J스루 카드'는 2008년 9월 15일부로 발매를 종료하여, 이 역의 개업일시에는 이미 발매되지 않지만, 2009년 봄까지 자동개찰기 이용 종료시점까지는 자동 발매기, 자동 정산기등에서 이용하는 것이 가능하다. 개찰기는 긴키권에서 널리 사용되고 있는 형태가 아닌, 오카야마나 히로시마 지구, 오사카히가시 선이나 시마모토 역 등에서 사용중인 형태를 설치했다.

## 인접역
| 서일본 여객철도 도카이도 본선 | 서일본 여객철도 도카이도 본선        | 서일본 여객철도 도카이도 본선 |
| ----------------------------- | ------------------------------------ | ----------------------------- |
| 니시오지 마이바라 방면        | ● JR 교토 선 ■ 보통 (각역정차), 쾌속 | 무코마치 오사카 방면          |

## 같이 보기
- 가쓰라가와역 (홋카이도) - 하코다테 본선에 있는 동명 이역.
- 게이센역 - 가쓰라가와와 똑같은 한자 (桂川)를 사용하는 역. 후쿠오카현의 치쿠호 본선, 사사구리 선 (후쿠호쿠유타카 선)에 위치.
- 각 역의 구분을 위하여 승차권 류에는 '(東) 桂川' 이라고 찍힌다.